# St. Stephanus (Hitdorf)

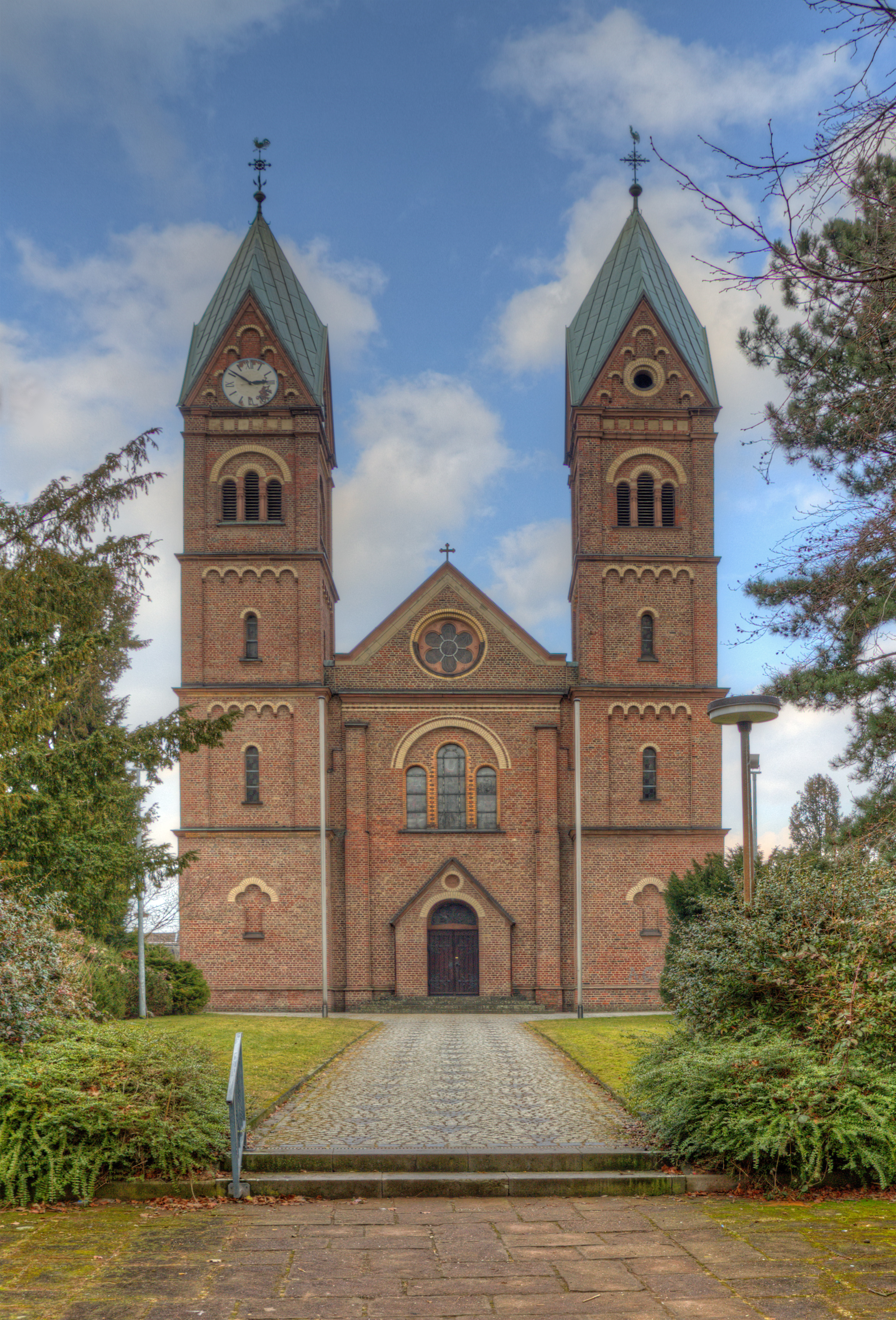
St. Stephanus in Leverkusen-Hitdorf

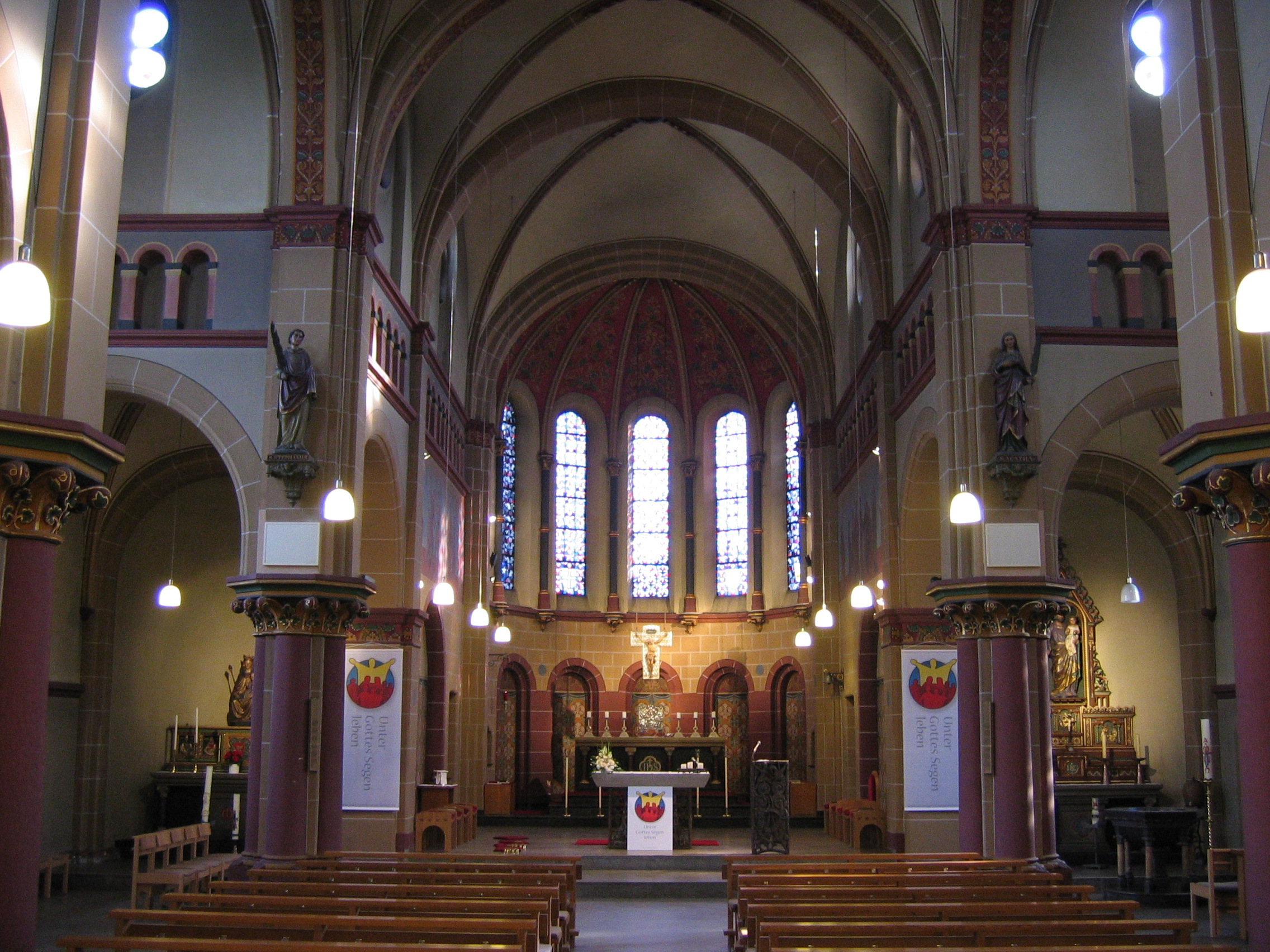
Innenraum

Die katholische Kirche St. Stephanus in Leverkusen-Hitdorf wurde 1887 errichtet und prägt das Ortsbild.

## Geschichte
Die Kirche wurde 1887 mit zunächst einem Turm errichtet und hatte dadurch zunächst ein eher asymmetrisches Aussehen. Es wurde zur Errichtung eine Stelle ausgesucht, die sicher vor Hochwasser geschützt war. Der zweite Turm, durch den die Kirche heute ihr symmetrisches Aussehen hat, wurde erst später dazugebaut.
Die Glocken der Kirche wurden allesamt im Ersten Weltkrieg und im Zweiten Weltkrieg eingeschmolzen und erst in der Nachkriegszeit neu beschafft. Diese Kirche wurde bei der Errichtung der St.-Stephanus-Kirche in Bürrig als Vorbild genommen, dabei diente hier vor allem das Kirchenschiff als Vorlage.
St. Stephanus war bis Ende 2011 Pfarrkirche der gleichnamigen Pfarrgemeinde. Zum 1. Januar 2012 wurde die Pfarrgemeinde mit St. Aldegundis (Rheindorf) und Zum Heiligen Kreuz (Rheindorf) zur neuen Pfarrgemeinde „St. Aldegundis“ zusammengeschlossen. Sie gehört zum Seelsorgebereich Rheindorf/Hitdorf im Dekanat Leverkusen (Erzbistum Köln). Die St.-Aldegundis-Kirche wurde zur Pfarrkirche dieser Pfarrgemeinde.
Zur Pfarrgemeinde gehört auch die aus dem 19. Jahrhundert stammende Antoniuskapelle in Hitdorf.

## Ausstattung

### Orgel
Die Orgel, die sich heute in der Kirche befindet, wurde bereits um 1872 errichtet und befand sich bis 1993 in London in der St. Paul’s Church in Chiswick.

### Glocken
Vier Glocken hängen in den Türmen, wobei die beiden größeren im rechten und die beiden kleineren im linken Turm (Uhr) hängen.
| Nr. | Name      | Gussjahr | Gießer          | Durchmesser (mm) | Gewicht (kg) | Nominal (16tel) |
| 1   | Petrus    | 1955     | Bochumer Verein | 1600             | 1525         | cis1 ±0         |
| 2   | Stephanus | 1952     | Bochumer Verein | 1425             | 1135         | dis1 ±0         |
| 3   | Josef     | 1952     | Bochumer Verein | 1180             | 654          | fis1 ±0         |
| 4   | Maria     | 1952     | Bochumer Verein | 1045             | 450          | gis1 ±0         |